# Душан Петкович
Душан Петкович (серб. Dušan Petković / Душан Петковић, нар. 13 червня 1974, Белград) — колишній югославський та сербський футболіст, що грав на позиції півзахисника.
Вихованець белградського ОФК, за який провів у різний час в чемпіонаті 124 матчі і забив 7 м'ячів. Виступав також за іспанські клуби «Мальорка» та «Есіха», японський «Йокогама Марінос», німецькі «Вольфсбург» та «Нюрнберг», а також російські «Спартак» з Москви, та «Сатурн» з Раменського. У 2007 році, після розірвання контакту з «Сатурном», Петкович завершив свою футбольну кар'єру. 
За збірну Югославії провів три матчі, пізніше провів ще 4 матчі за національну збірну Сербії та Чорногорії, у складі якої був учасником ЧС-2006.

## Клубна кар'єра

### Початок кар'єри
Душан Петкович є вихованцем белградського клубу ОФК (Белград). В основній команді клубу Душан дебютував в 1992 році. На той момент його батько Ілія Петкович був головним тренером клубу, а до цього був спортивним директором. За п'ять сезонів у клубі Душан так і не став основним гравцем, провівши всього в чемпіонаті 38 матчів і забив один гол.

### Виступи в Іспанії
У 1995 році Петкович перейшов в іспанський клуб «Мальорка», який на той момент виступав у Сегунді. Душан провів 12 матчів за клуб, а пізніше був відданий в оренду до «Есіхи», що також грала у другий іспанській лізі. За клуб з міста Есіха Душан провів 13 матчів і навіть відзначився одним забитим м'ячем.

### ОФК і «Йокогама Марінос»
Після закінчення оренди Душан не став повертатися в «Мальорку», а повернувся в свій колишній клуб ОФК. У сезоні 1996/97 Душан провів 16 матчів у чемпіонаті Югославії і забив 3 м'ячі. Після закінчення чемпіонату Петкович перейшов в японський клуб «Йокогама Марінос», який запропонував Душану вигідний контракт. Але в клубі за півтора року Петкович зіграв лише 12 матчів і забив 2 м'ячі.
Після відходу з клубу, Душан протягом року ніде не виступав. У 1999 році Душан знову повернувся в ОФК і відіграв два відмінних сезони.

### Виступи у Німеччині
2001 року Петкович перейшов у німецький «Вольфсбург». Дебют Душана в Бундеслізі відбувся 11 серпня 2001 року в матчі проти дортмундської «Боруссії». Душан отримав жовту картку на 27-й хвилині, а його клуб зазнав гостьову поразку з рахунком 0:4. Свій перший м'яч за «Вольфсбург» Душан забив 8 вересня 2001 року в гостьовому матчі проти «Енергі» з Котбуса. Душан відзначився на 41-й хвилині, вивівши свій клуб вперед 1:2, але в підсумку «Енергі» і «Вольфсбург» зіграли в результативну нічию 3:3.
У складі «вовків» Душан в 2002 році не проходив в основний склад і тому «Вольфсбург» віддав Петковича в оренду в «Нюрнберг». Дебютував Душан за «Нюрнберг» 10 серпня 2002 року в матчі проти «Бохума», який завершився домашньою поразкою «Нюрнберга» з рахунком 1:3. У «Нюрнберзі» Петкович виступав регулярно, в сезоні 2002/03 Душан зіграв 22 матчі і забив 2 м'ячі, а також провів три матчі у кубку Німеччини. У березні 2003 року Петкович повернувся «Вольфсбург», але клуб пізніше вирішив розірвати з Душаном контракт, заплативши неустойку в розмірі 500 тисяч євро.

### «Спартак»
В кінці січня 2004 року Душан перейшов у російський «Спартак» з Москви, підписавши з клубом контракт на три роки. «Спартак» зміг заявити Петковича для участі у розіграші кубка УЄФА сезону 2003/04. Дебют Душана за «Спартак» відбувся 26 лютого 2004 року у першому матчі 1/16 фіналу кубка УЄФА проти іспанської «Мальорки», за яку Петкович виступав у 1995 році. На стадіоні «Локомотив» за 16 тисяч глядачів «Спартак» зазнав поразки від іспанців з рахунком 0:3. Петкович також взяв участь і в матчі проти «Мальорки», який відбувся 3 березня 2004 року. «Спартак» зміг виграти завдяки забитому м'ячу Олександра Самедова, але ця перемога не дозволила клубу пройти далі.
У чемпіонаті Росії сезону 2004 року Душан дебютував 13 березня 2004 року у першому турі проти московського «Динамо» (2:2). У своєму другому матчі за клуб, проти раменського «Сатурна», Душан забив гол на 51-й хвилині у власні ворота, таким чином вивівши «Сатурн» вперед 2:1. Але через 19 хвилин Петкович реабілітувався перед своїм клубом, забивши гол зі штрафного з 30 метрів, в результаті чого приніс своєму клубу нічию з рахунком 2:2. За «Спартак» Душан в чемпіонаті Росії 2004 року зіграв 12 матчів і відзначився трьома голами. Після закінчення сезону в Росії Душан розірвав з клубом трирічний контракт. 

### Повернення в ОФК і подальше працевлаштування
Ставши вільним гравцем, Душан знову повернувся в белградський ОФК. В першій половині сезону 2005/06 Петкович зіграв 5 матчів і забив 1 гол, після чого покинув клуб.
В кінці 2005 року Душан перебував на перегляді в англійському «Бірмінгем Сіті», але в підсумку не підійшов клубу. У березні 2006 року Петкович відправився в США на перегляд до клубу МЛС «Нью-Інгленд Революшн». Душан справив гарне враження на головного тренера клубу Стіва Нікола і навіть були розпочаті переговори про підписання контракту, але сам Душан висловив бажання продовжити кар'єру в Європі.

### «Сатурн»
25 серпня 2006 року Петкович підписав контракт з раменським «Сатурном». Придбання «Сатурном» Петковича було обумовлено тим, що команда посилювала оборону клубу, яку того літа покинув бразильський захисник Антоніо Жедер, що перейшов в стан московського «Спартака». Дебютував за «Сатурн» Душан вже на наступний день, 26 серпня, в матчі 17-го туру чемпіонату Росії 2006 року проти московського «Торпедо». В гостьовому матчі підопічні Владіміра Вайсса поступилися «Торпедо» з рахунком 3:0. У другому колі чемпіонату Росії Душан провів дев'ять матчів, а «Сатурн» за підсумками сезону посів 11-е місце. В кінці грудня 2006 року Душан продовжив контракт з «Сатурном», так як до цього у нього був короткостроковий контракт.
На початку чемпіонату Росії 2007 року Петкович, а також півзахисник Симон Вукчевич, були відраховані з команди головним тренером клубу Владіміром Вайссом. Пізніше Вукчевич був виставлений клубом на трансфер, а Петкович став домагатися дострокового розірвання контракту з «Сатурном». В середині травня 2007 року Петкович таки розірвав контракт з клубом і згодом завершив свою футбольну кар'єру.

## Виступи за збірні
13 грудня 2000 року дебютував в офіційних іграх у складі національної збірної Югославії в матчі проти збірної Греції, який завершився внічию з рахунком 1:1. Всього за збірну Югославії Душан провів три матчі.
У 2004 році Душану прийшла пропозиція виступати за збірну Сербії і Чорногорії, яка стала наступницею збірної Югославії. В цей час головним тренером збірної був батько Душана, Ілія Петкович. Дебют Душана за нову збірну відбувся 28 квітня 2004 року в матчі проти збірної Північної Ірландії, який завершився внічию 1:1. Всього за рік провів у формі головної команди країни 4 матчі, після чого перестав викликатись до її лав.
У 2006 році Душан був заявлений в збірну для участі у Чемпіонаті світу 2006 року у Німеччині. Петкович став заміною травмованого нападника Мірко Вучинича. Але на чемпіонаті світу Душан так і не зіграв, позаяк покинув розташування збірної бо його батька багато критикували за те, що він узяв свого сина на чемпіонат світу.

## Статистика
| Чемпіонат            | Чемпіонат            | Чемпіонат             | Ліга | Ліга |
| Сезон                | Клуб                 | Ліга                  | Ігри | Голи |
| Югославія            | Югославія            | Югославія             | Ліга | Ліга |
| -------------------- | -------------------- | --------------------- | ---- | ---- |
| 1992/93              | ОФК (Белград)        | Перша ліга            | 7    | 1    |
| 1993/94              | ОФК (Белград)        | Перша ліга            | 2    | 0    |
| 1994/95              | ОФК (Белград)        | Перша ліга            | 11   | 0    |
| 1995/96              | ОФК (Белград)        | Перша ліга            | 18   | 0    |
| Іспанія              | Іспанія              | Іспанія               | Ліга | Ліга |
| 1995/96              | «Мальорка»           | Сегунда Дивізіон (ІІ) | 12   | 0    |
| 1995/96              | «Есіха»              | Сегунда Дивізіон (ІІ) | 13   | 1    |
| Югославія            | Югославія            | Югославія             | Ліга | Ліга |
| 1996/97              | ОФК (Белград)        | Перша ліга            | 25   | 1    |
| Японія               | Японія               | Японія                | Ліга | Ліга |
| 1997                 | ОФК (Белград)        | Джей-ліга             | 11   | 2    |
| 1998                 | ОФК (Белград)        | Джей-ліга             | 1    | 0    |
| Югославія            | Югославія            | Югославія             | Ліга | Ліга |
| 1999/00              | ОФК (Белград)        | Перша ліга            | 29   | 2    |
| 2000/01              | ОФК (Белград)        | Перша ліга            | 27   | 2    |
| Німеччина            | Німеччина            | Німеччина             | Ліга | Ліга |
| 2001/02              | «Вольфсбург»         | Бундесліга            | 4    | 1    |
| 2002/03              | «Нюрнберг»           | Бундесліга            | 22   | 2    |
| Росія                | Росія                | Росія                 | Ліга | Ліга |
| 2004                 | «Спартак» (Москва)   | Прем'єр-ліга          | 12   | 3    |
| Сербія та Чорногорія | Сербія та Чорногорія | Сербія та Чорногорія  | Ліга | Ліга |
| 2005/06              | ОФК (Белград)        | Перша ліга            | 5    | 1    |
| Росія                | Росія                | Росія                 | Ліга | Ліга |
| 2006                 | «Сатурн» (Раменське) | Прем'єр-ліга          | 9    | 0    |
| 2007                 | «Сатурн» (Раменське) | Прем'єр-ліга          | 1    | 0    |
| Країна               | Югославія            | Югославія             | 119  | 6    |
| Країна               | Іспанія              | Іспанія               | 25   | 1    |
| Країна               | Японія               | Японія                | 12   | 2    |
| Країна               | Німеччина            | Німеччина             | 26   | 3    |
| Країна               | Росія                | Росія                 | 22   | 3    |
| Країна               | Сербія та Чорногорія | Сербія та Чорногорія  | 5    | 1    |
| Всього               | Всього               | Всього                | 209  | 16   |

| Збірна Сербії і Чорногорії | Збірна Сербії і Чорногорії | Збірна Сербії і Чорногорії |
| Роки                       | Ігри                       | Голи                       |
| -------------------------- | -------------------------- | -------------------------- |
| 2000                       | 1                          | 0                          |
| 2001                       | 2                          | 0                          |
| 2002                       | 0                          | 0                          |
| 2003                       | 0                          | 0                          |
| 2004                       | 4                          | 0                          |
| Всього                     | 7                          | 1                          |